# Nová Ves (Postupice)
Nová Ves je malá vesnice, část obce Postupice v okrese Benešov. Nachází se 3 km na jihozápad od Postupic. Nová Ves leží v katastrálním území Nová Ves u Postupic o rozloze 8,47 km². V katastrálním území Nová Ves u Postupic leží i Miroslav a Vrbětín.

## Historie
První písemná zmínka o vesnici pochází z roku 1544.
V letech 1850–1869 k vesnici patřila Babčice.

## Pamětihodnosti
- Kaplička
- Severozápadně od vesnice se nachází vrch Kavčí hora, na němž nebo v jeho okolí stál ve třináctém až čtrnáctém století stejnojmenný hrad.[5]

## Další fotografie

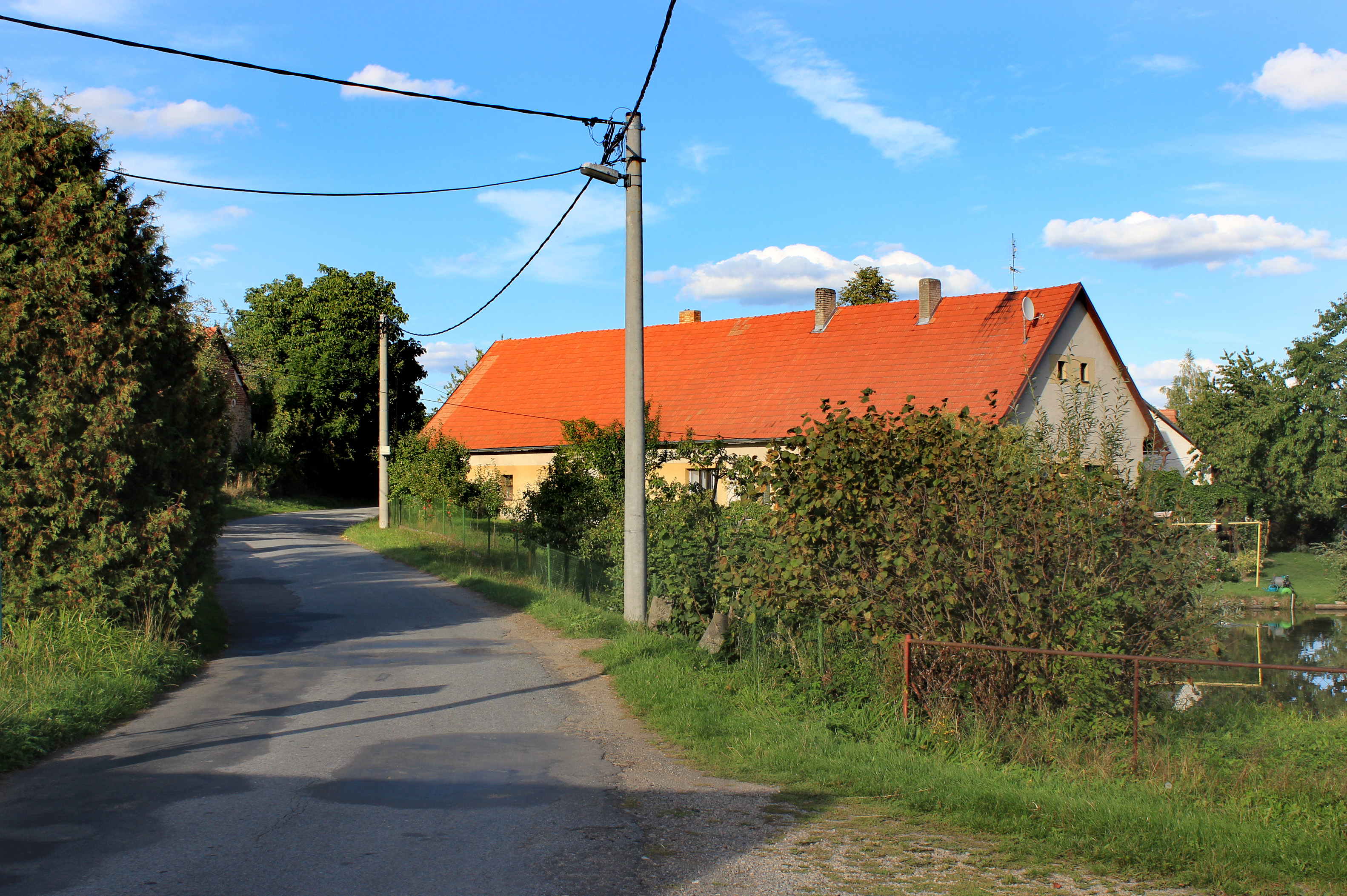
Hlavní silnice
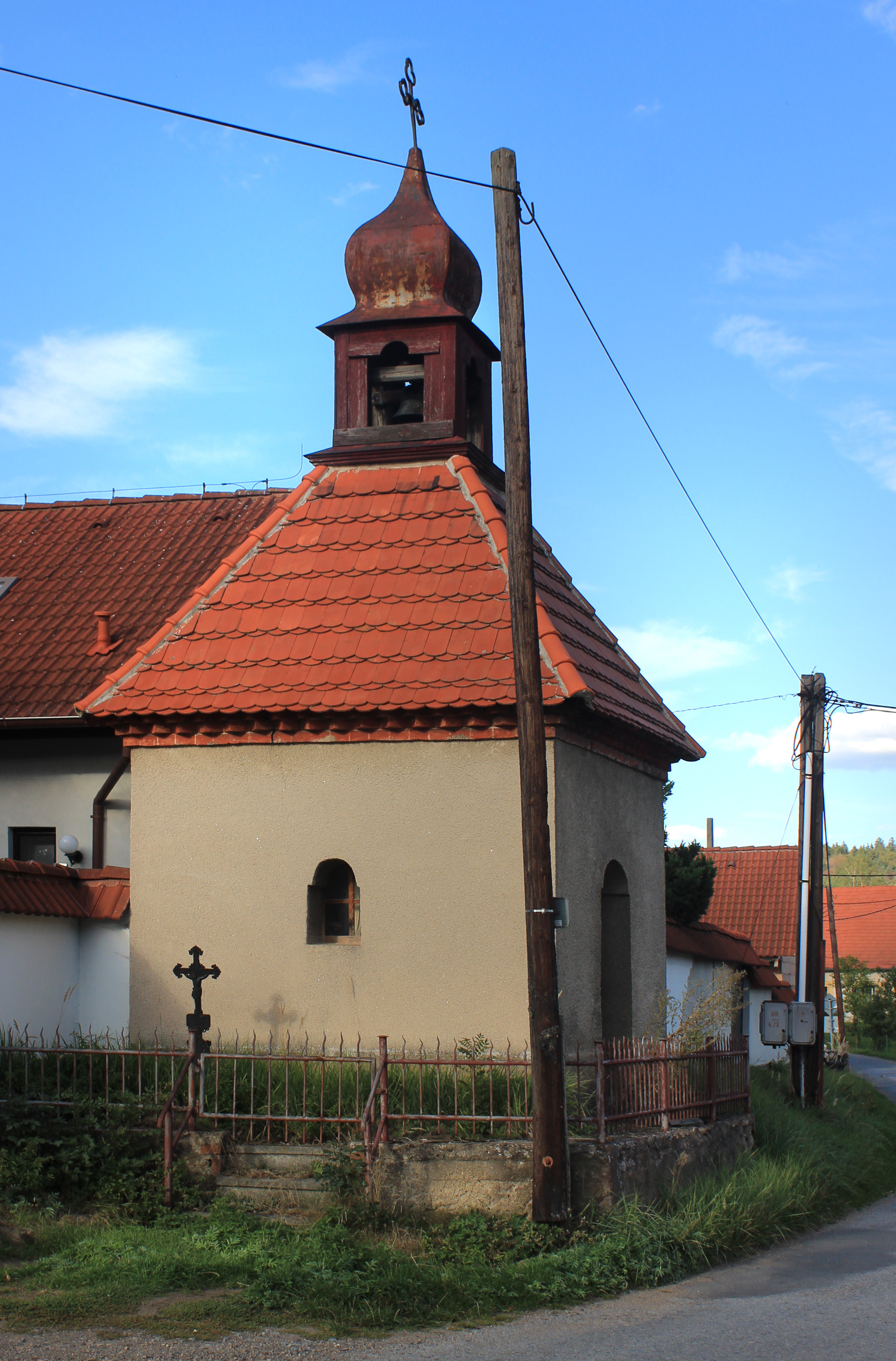
Kaple u silnice
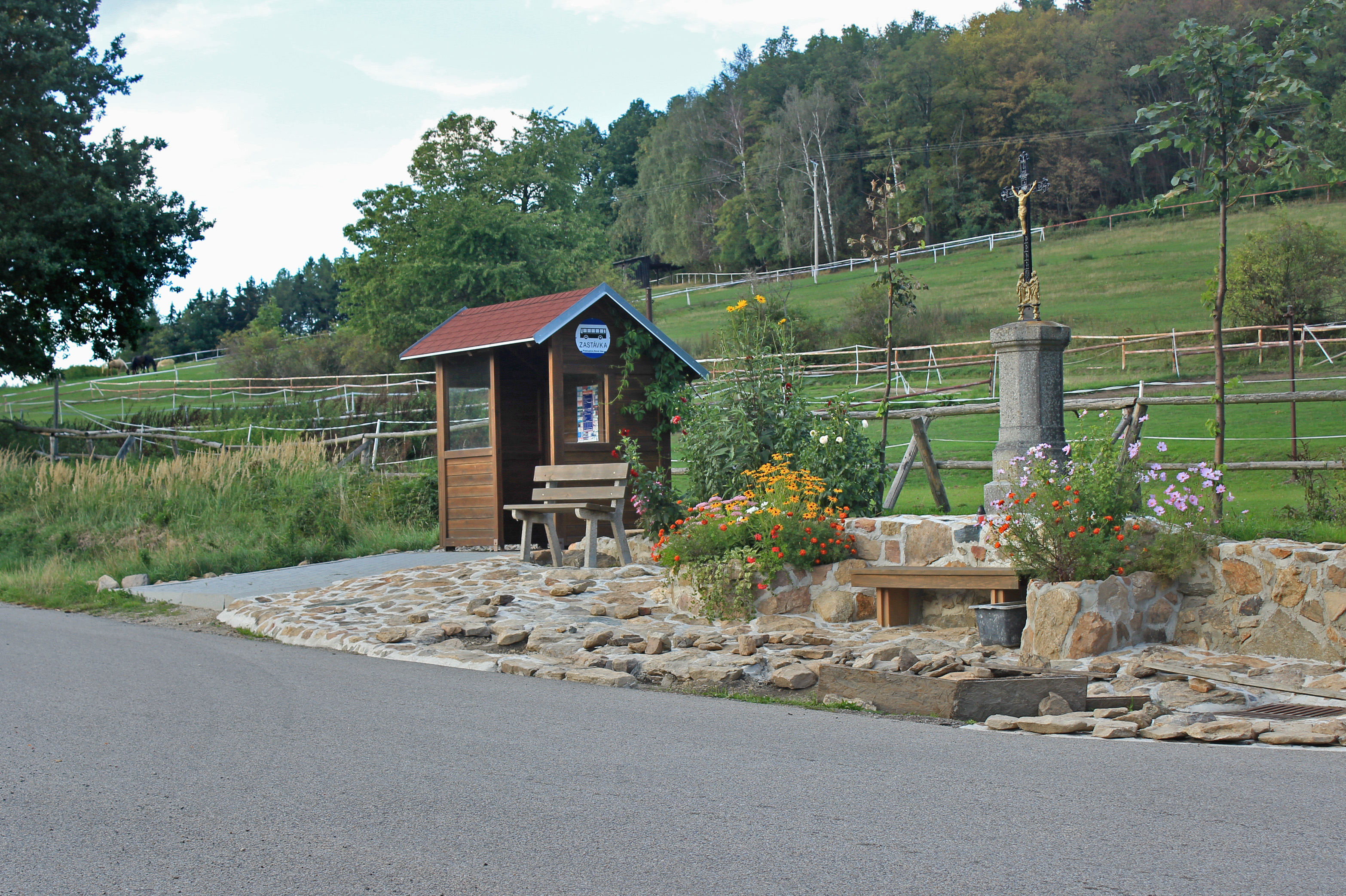
Zastávka s křížkem
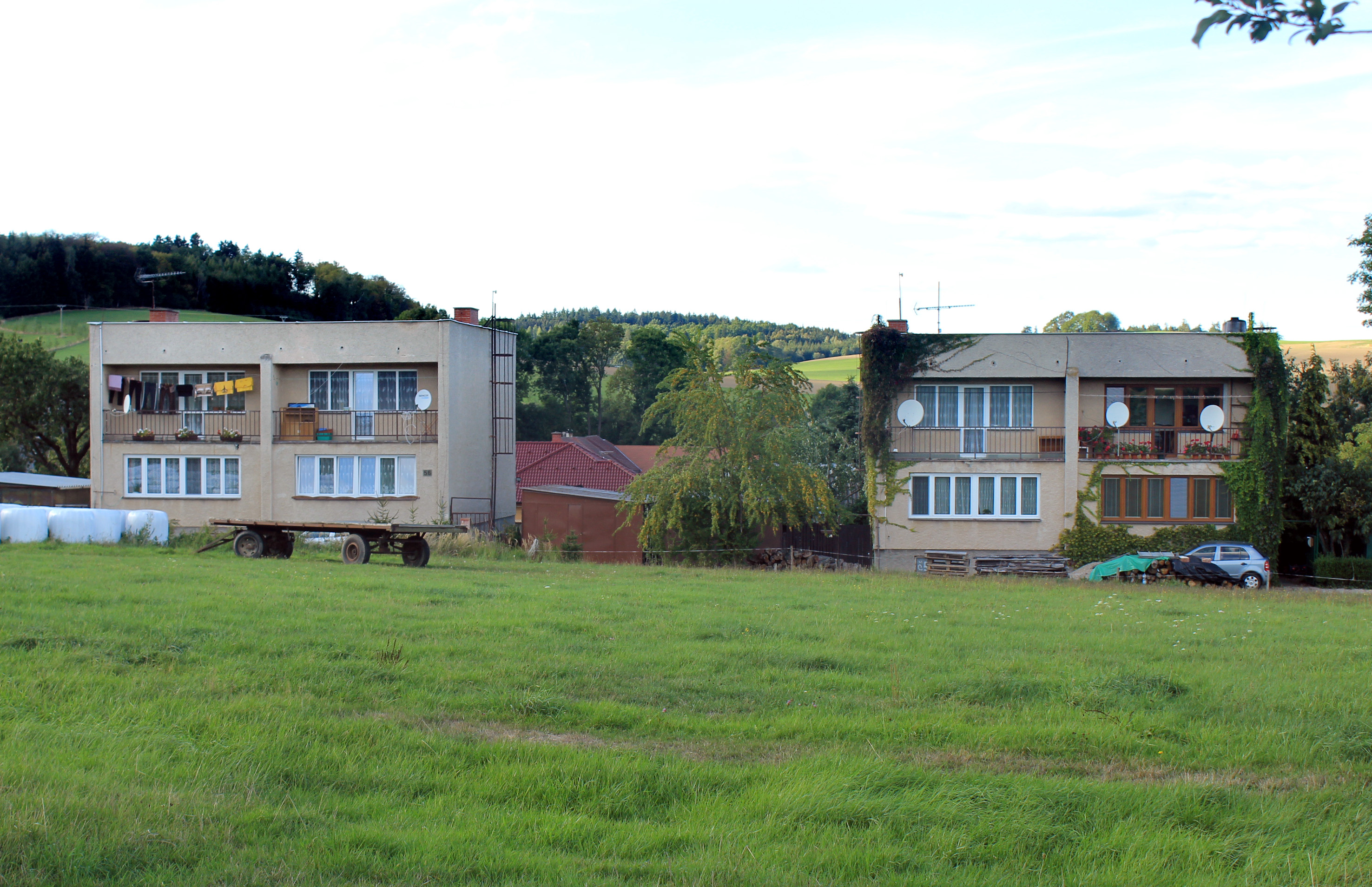
Vilky na jihu